# Тавче на гравче
Тавче на гравче је традиционално македонско јело. Јело се може наћи у готово свим ресторанима у Северној Македонији и широм света где живи македонска дијаспора, главни састојак јела је пасуљ. Јело се служи у традиционалним глиненим посудама. Тавче-гравче сматра се националним јелом Македоније. Један од најпознатијих тавче-гравче је онај на тетовски начин.
Иако постоји неколико рецепата за тавче-гравче главни састојци су пасуљ, лук, уље, црвена паприка, бибер, со и першун.

## Припрема
Прво се насецка лук и попржи на врућем уљу, а затим се залије с водом те се настави пећи на тихој ватри још 15 минута. Затим се стави исецкана свежа паприка, сецкани бели лук, љута папричица и парадајз и све заједно динста још 10 минута. На крају се запржи с млевеном црвеном паприком и брашном, а затим све залије с још 300 мл воде. Претходно кувани пасуљ се стави у земљану посуду, затим пирјано поврће, зачини те се пажљиво промеша. По потреби налије се још воде, те се запече у рерни. Послужује се топло с ајваром или пинђуром. У припреми се могу користити сува ребра која се скувају, а вода у којој су кувана користи се за подливање.